# Jessika Alair Soares
Jessika Alair Soares (5 settembre 1992) è una taekwondoka svedese.

## Palmarès
- Europei

Manchester 2012: bronzo nei 46 kg.